# Campeonato de los Aspirantes de Chile
El Campeonato de los Aspirantes de Chile fue un torneo organizado por la Asociación Central de Fútbol, correspondiente a la temporada 1943, en el que participaron cuatro equipos del campeonato oficial de dicha temporada que aún no habían conseguido el título de Primera División: Badminton, Green Cross, Santiago National y Unión Española. Universidad Católica, que estaba dentro del grupo que no aún no había logrado el título de Primera División, decidió no participar del torneo por decisión de su directiva.
Surgió como una forma de darle actividad a los conjuntos que no participaban del Campeonato de Campeones, y comenzó su disputa el 4 de abril de 1943, en un sistema de todos contra todos.
Los presidentes de la equipos participantes donaron un trofeo denominado «Copa de Preparación» para el ganador. Sin embargo, el torneo no llegó a terminar ni a proclamar un campeón.